# アドベンチャー湾
アドベンチャー湾 (Adventure Bay) は、オーストラリアのタスマニア州南西、ブルニー島にある湾。トバイアス・フルノーにより1773年に発見され、彼の船アドヴェンチャーにちなんで名付けられた。ジェームズ・クックが1777年に、ウィリアム・ブライ は1788年と1792年に探検した。
1. ↑  Template:Census 2021 AUS